# Bactrocera flavinotus
Bactrocera flavinotus is een vliegensoort uit de familie van de boorvliegen (Tephritidae). De wetenschappelijke naam van de soort werd voor het eerst geldig gepubliceerd in 1957 door May.